# Winter-Universiade 1966/Eiskunstlauf
Bei der Winter-Universiade 1966 wurden vier Wettbewerbe im Eiskunstlauf ausgetragen.

## Bilanz

### Medaillenspiegel
| Platz  | Land             | Gold | Silber | Bronze | Gesamt |
| ------ | ---------------- | ---- | ------ | ------ | ------ |
| 1      | Japan            | 2    | 1      | –      | 3      |
| 2      | Sowjetunion      | 1    | 1      | 1      | 3      |
| 3      | Ungarn           | 1    | –      | –      | 1      |
| 4      | Tschechoslowakei | –    | 1      | 2      | 3      |
| 5      | Österreich       | –    | 1      | –      | 1      |
| 6      | Frankreich       | –    | –      | 1      | 1      |
| Gesamt | Gesamt           | 4    | 4      | 4      | 12     |

### Medaillengewinner
| Disziplin | Gold                                 | Silber                                  | Bronze                            |
| --------- | ------------------------------------ | --------------------------------------- | --------------------------------- |
| Frauen    | Miwa Fukuhara                        | Kumiko Ōkawa                            | Alena Augustová                   |
| Männer    | Nobuo Satō                           | Sergei Tschetweruchin                   | Philippe Pélissier                |
| Paarlauf  | Tatjana Tarassowa / Georgi Proskurin | Agnesa Wlachovská / Peter Bartosiewicz  | Tamara Moskwina / Alexei Mischin  |
| Eistanz   | Edit Mató / Károly Csanádi           | Christel Trebesiner / Herbert Rothkappl | Irena Spatenková / Michal Jiránek |